# モーリス・ドニ

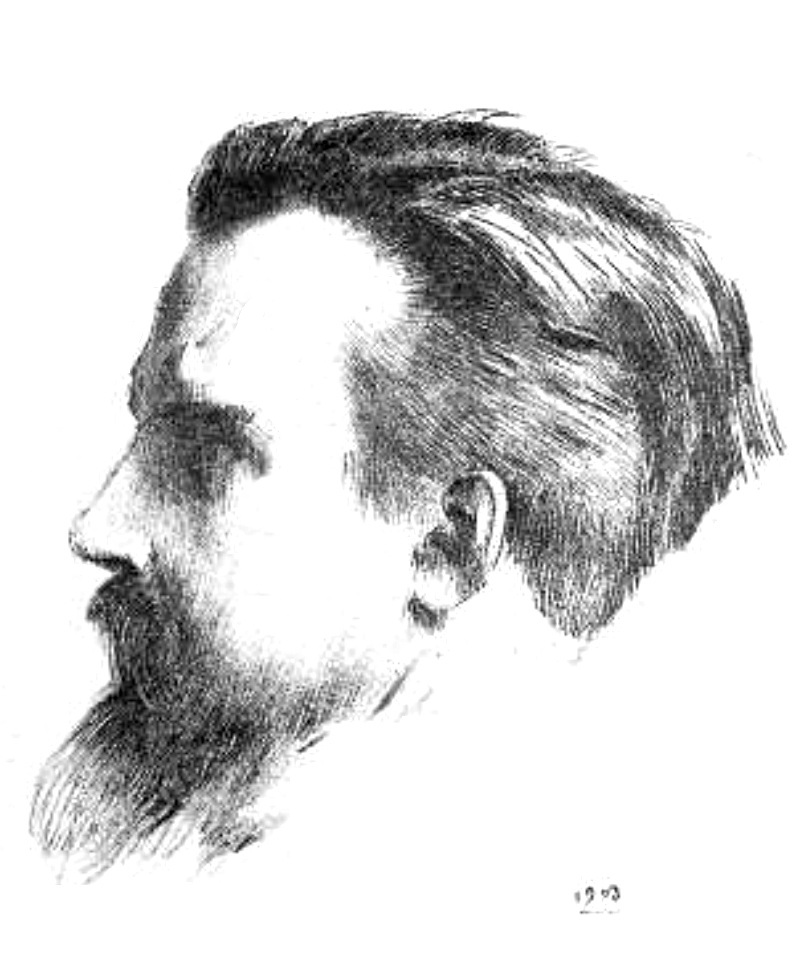
オディロン・ルドンによる肖像画

モーリス・ドニ（Maurice Denis, 1870年11月25日 - 1943年11月13日）は、フランスの画家、著述家。ナビ派の一員。ドニの絵画理論はキュビスム、フォーヴィスム、抽象絵画にも影響を与えた。

## 画家としての経歴
1870年11月25日、フランスのノルマンディー地方の海岸の町、マンシュ県グランヴィルで生まれた。画家になってからも、聖書から採った題材と並んで海と海岸線を好んで絵の主題としている。15歳の時、「そうだ、僕がクリスチャンの画家になること、キリスト教徒のあらゆる奇跡を賞賛することが必要だ。それが必要なことだと感じる。」と書いている。ドニ家は富裕な家庭で、エコール・デ・ボザールとアカデミー・ジュリアンの両方に通っている。そこでフランス人人物画家・理論家のジュール・ジョゼフ・ルフェーブルに学んだ。
アカデミーでポール・セリュジエ、ピエール・ボナールら、将来のナビ派のメンバーとなる画家仲間と出会った。また、ボナールを通じて、これもナビ派のメンバーとなるエドゥアール・ヴュイヤール、ケル・グザヴィエ・ルーセルとも出会った。1890年、彼らはナビ派を結成。「ナビ」とは預言者のヘブライ語であり、自分たちが新しい表現の形を作り出すという意思の表れだった。1890年代末までにグループは分裂したが、ボナールやヴュイヤールの作品には後まで影響を残し、グループ外のアンリ・マティスなどにも影響を与えた。

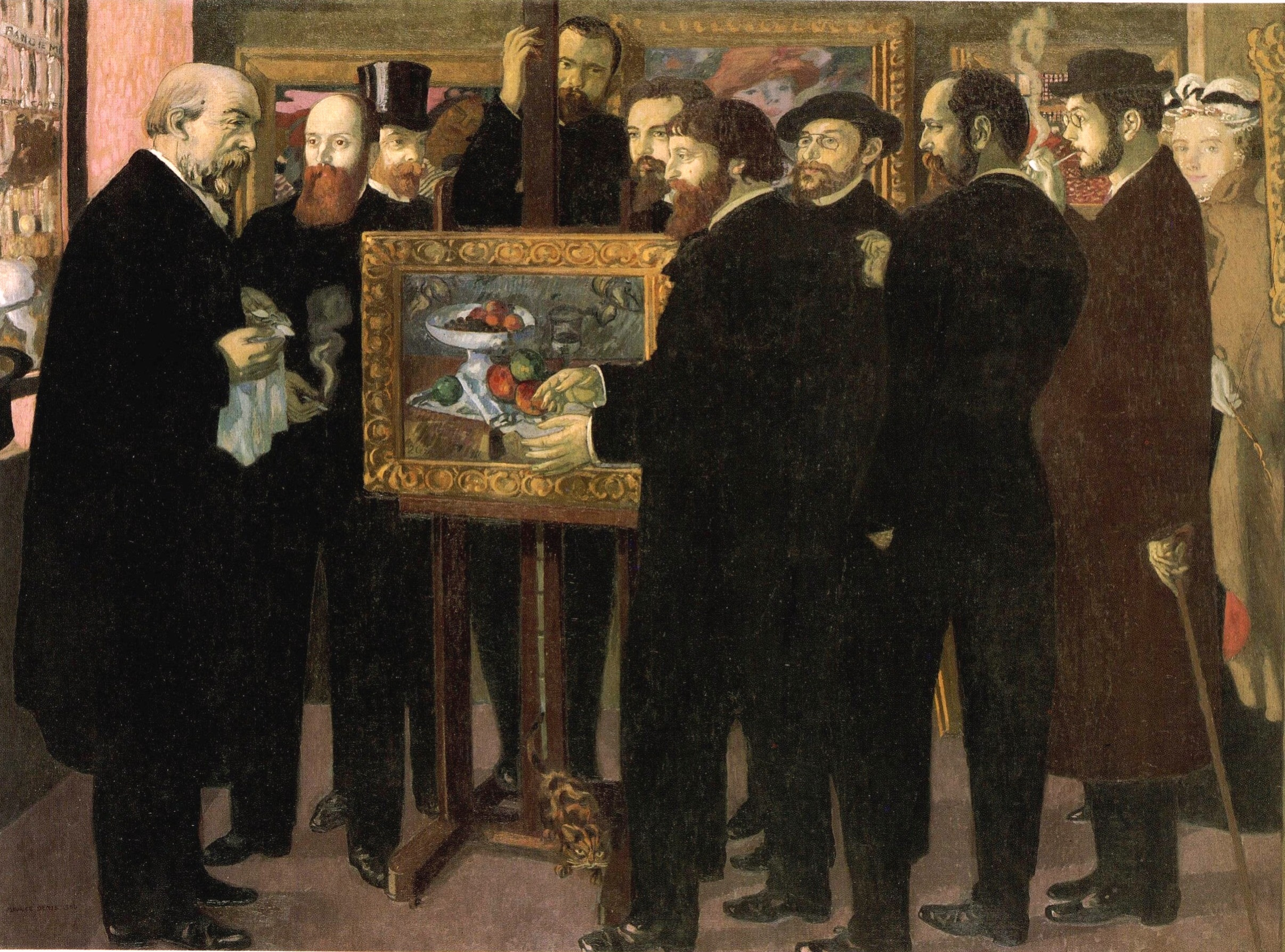
『セザンヌ礼賛』1900年。オルセー美術館

ナビ派分裂後、ドニは宗教的な主題と壁画に傾倒するようになる。1922年にはそれまでに発表した論文をまとめ、『現代美術と宗教美術に関する新理論』と題する本を出版した。
後期の作品には、風景画や特に母子の人物画などもある。しかし、ドニの主要な関心は宗教的な主題に向けられ、そのことは1931年に国際クリスチャン労働組合連盟の発注を受けてジュネーブのセンター・ウィリアム・ラッパルトの階段に飾られた『労働の尊厳』にも見られる。

## 絵画理論
ドニは、最も早く絵画の平面性に注目した画家の1人である。このことは、モダニスムの出発点であるともいえる。
1890年に発表した『新伝統主義の定義』という論文で、「絵画が、軍馬や裸婦や何らかの逸話である以前に、本質的に、ある順序で集められた色彩で覆われた平坦な表面であることを、思い起こすべきである」という有名な言葉を残している。
この絵画における平面性の追求はポンタヴェンで共に過ごしたゴーガンの綜合主義やセリジュエの抽象画からの影響がある一方で、ドニもその平面性を装飾性へと発展させていった。
1898年、ドニは芸術の源泉は画家の個性にあるという制作の理論を発表した。「芸術作品を創造するものは、画家の力であり、意思である。」と言っている。
第1次世界大戦後の1919年にドニはジョルジュ・デヴァリエールとともに、教会と近代文明とを和解させるという潮流の一環として、宗教美術アトリエを結成した。このアトリエでは、特に戦争で破壊された教会のために制作を行った。ドニはアカデミズムについて、しきたりと小手先の技術のために情感を犠牲にするものであるからこれに反対すると言い、また、写実主義については散文であって、「彼の求める音楽がないからこれにも反対する」と言った。何よりも、ドニは神性に付属するものとしての美を追求した。

## 私生活

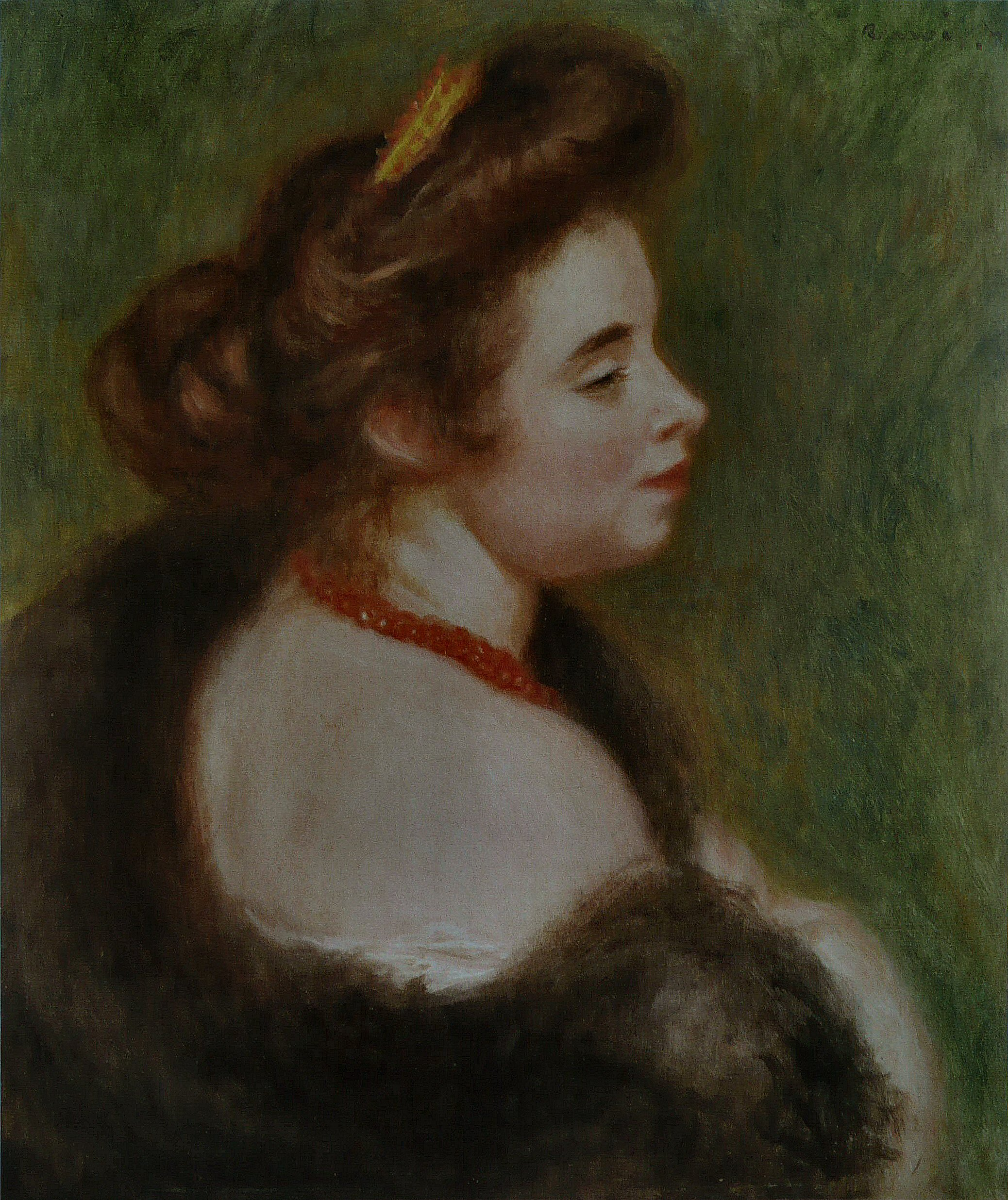
オーギュスト・ルノワール『モーリス・ドニ夫人』（マルタ・ドニ）1904年

カトリックの第三会に所属していた。1893年、マルタ・ムリエ (Marthe Meurier) と結婚し、7人の子を持った。妻は多くのドニの作品のモデルにもなっている。

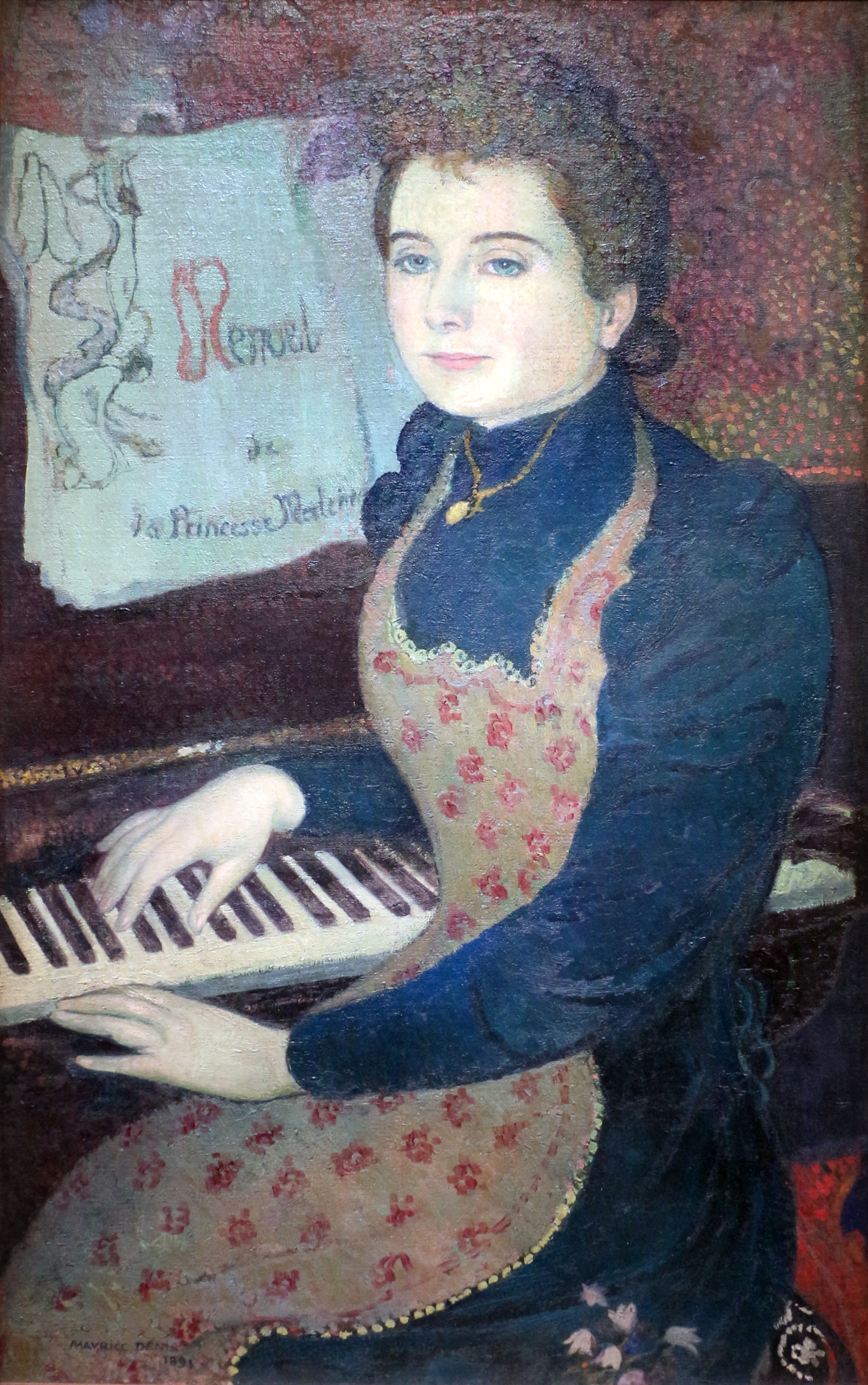
「マレーヌ姫のメヌエット（ピアノを弾くマルタ）」（1891）オルセー美術館

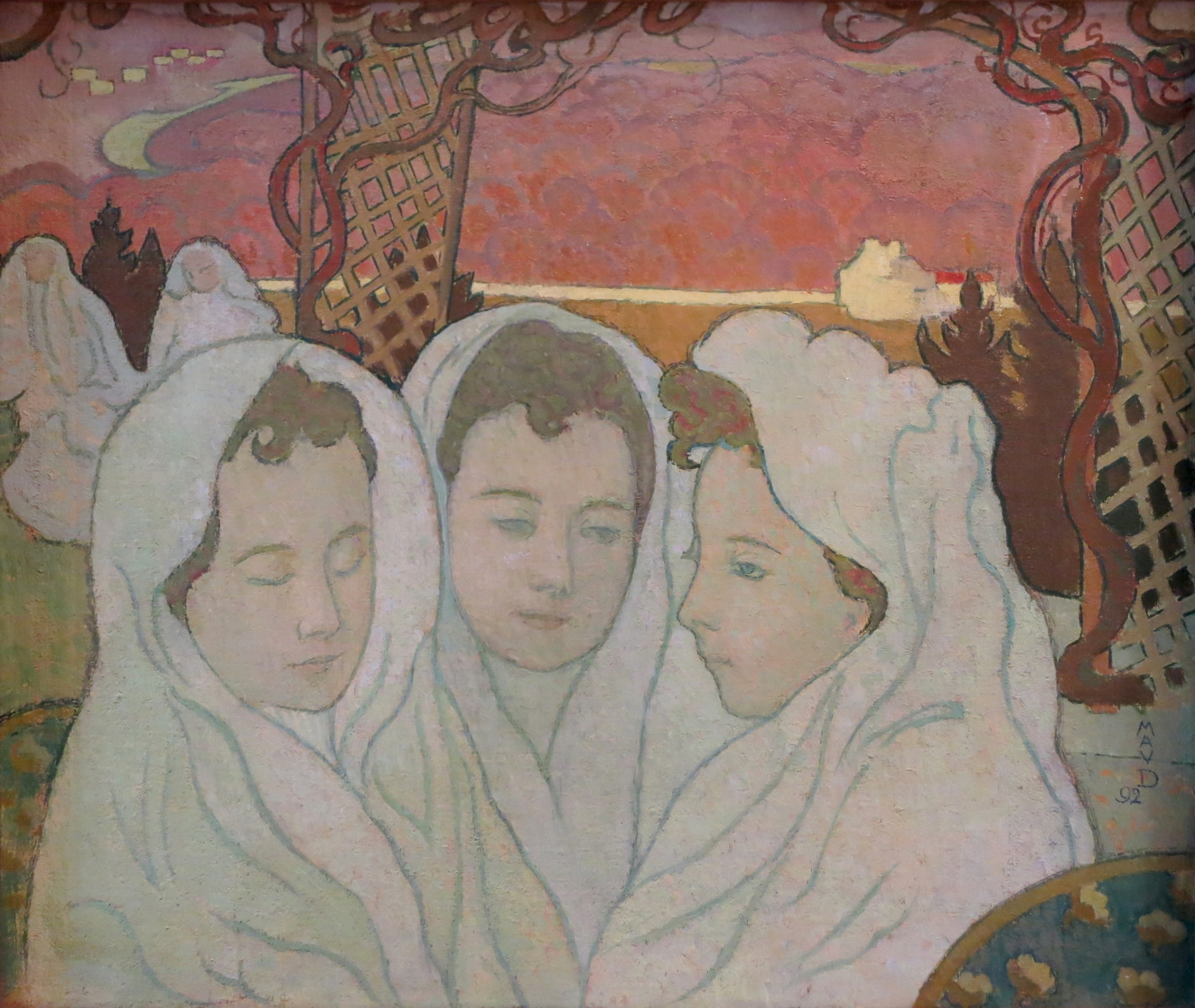
「婚約者マルタの三重肖像画」(1892)、モーリス・ドニ美術館

マルタが1919年に亡くなってからドニは、マルタの追悼のための礼拝堂を描いている。2年後、エリザベス・グラトロール (Elisabeth Grateroll) と再婚し、更に2人の子供を持った。政治的立場としては、王党派のアクション・フランセーズに近かった。
1943年11月、交通事故が原因でパリで死去した。死亡の日は、2日、3日、13日など諸説ある。

## 収蔵美術館
1980年、パリ郊外サン＝ジェルマン＝アン＝レーのドニが住んでいたところにモーリス・ドニ美術館が開館した。
大規模な回顧展としては2007年にモントリオール美術館で開催されたものがあり、北アメリカで最初の大きなドニ展となった。
1995年には、イギリスのリヴァプールのウォーカー・アート・ギャラリーでもドニの回顧展が開かれている。
日本国内には、次のような作品がある。
- 「母と子」1895年（うろこ美術館）
- 「雌鶏と少女」1890年（国立西洋美術館）[4]
- 「純潔な春」1899年（三菱一号館美術館寄託[5]）
- 「聖体祭の行列」油彩・キャンバス 149.9x201.0cm 1904年（イセ文化基金[6]）
- 「踊る女たち」1905年（国立西洋美術館[7]）
- 「波」1916年（大原美術館）

### 日本語文献
- モーリス・ドニ『イタリア絵画巡礼　芸術の主題をもとめて』
小佐野重利監修、福島勲訳、三元社、2023年

## ギャラリー

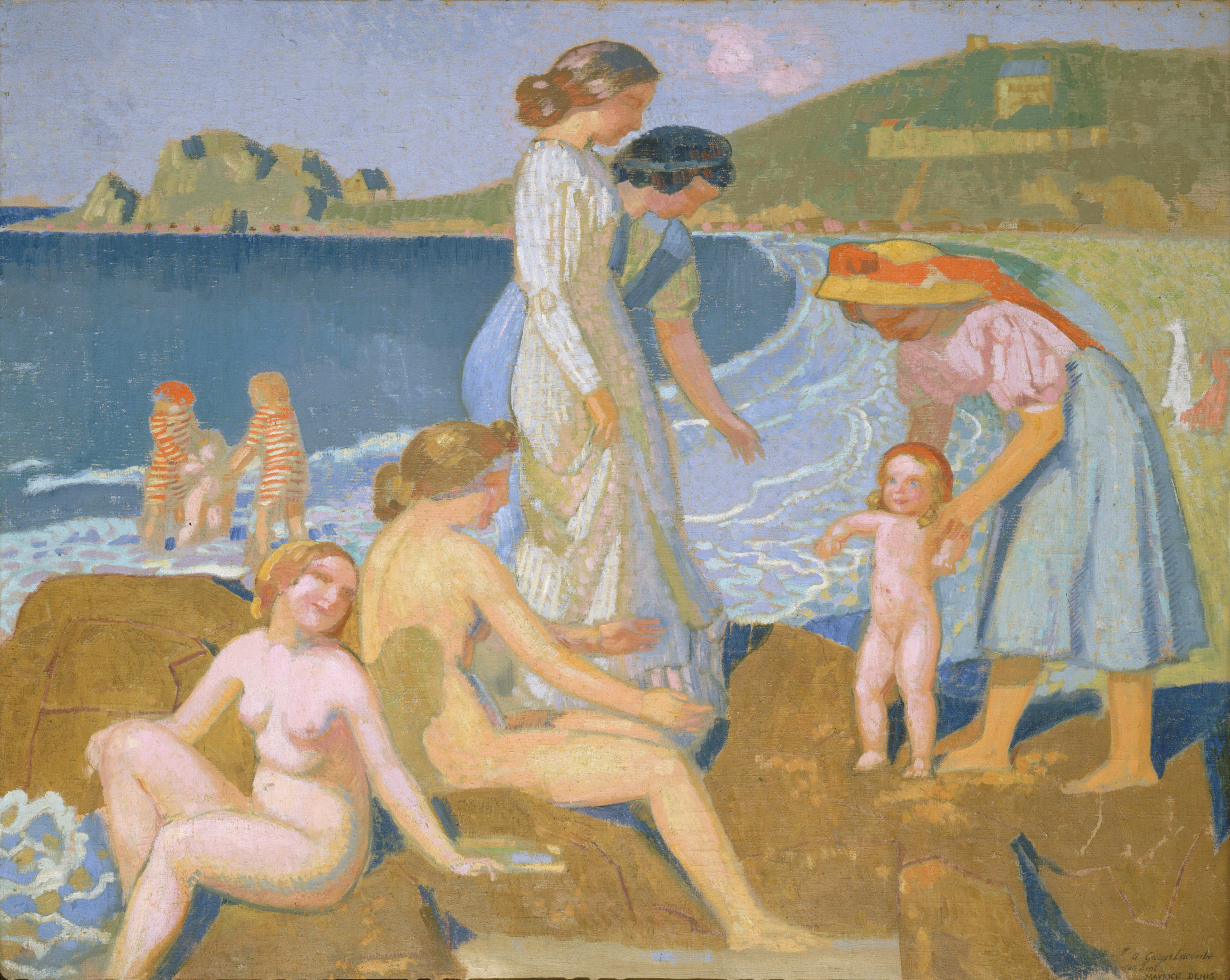
Female bathers at Perros-Guirec (c.1912)、パリ市立プティ・パレ美術館
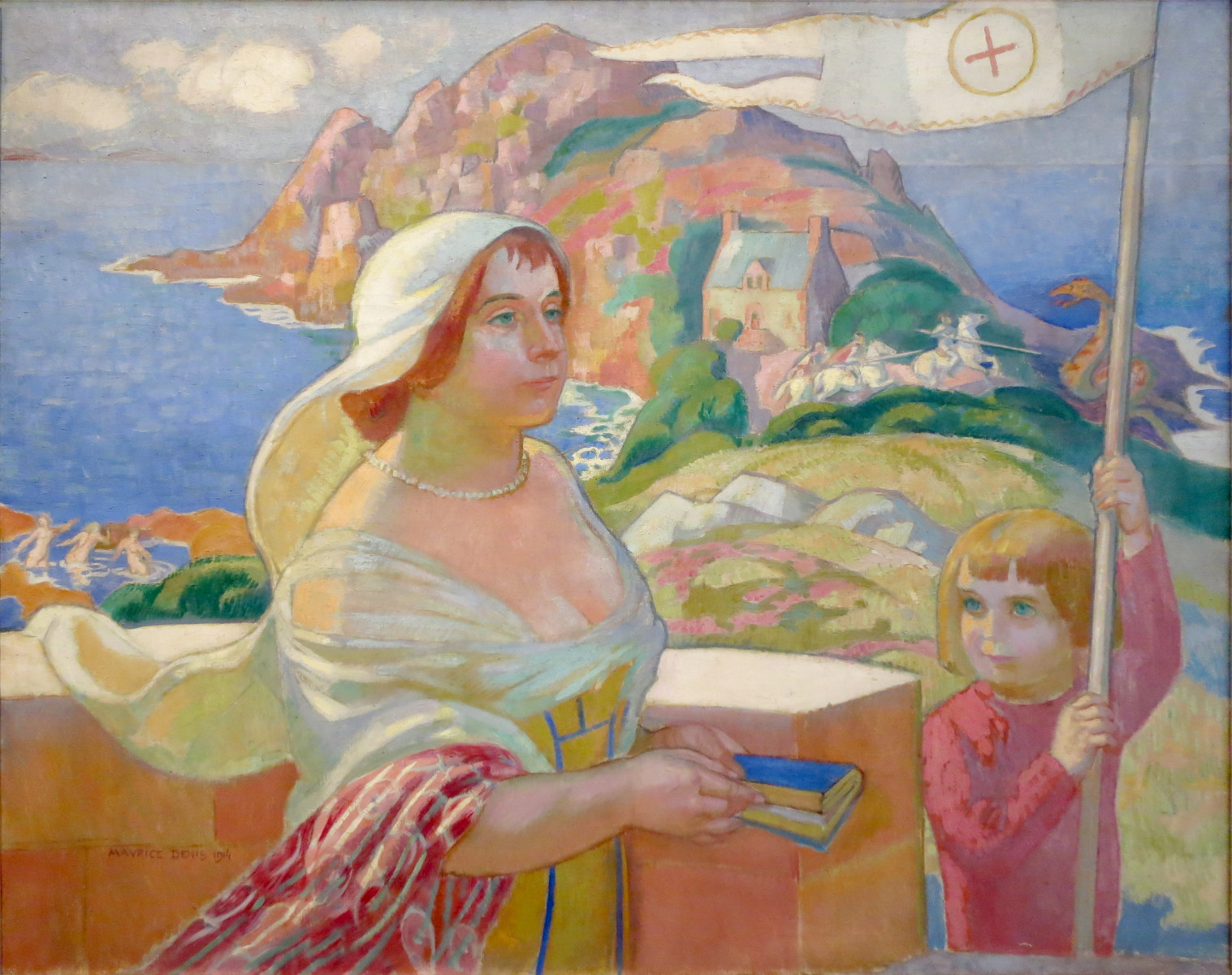
La Princesse dans la tour (1914)、モーリス・ドニ美術館
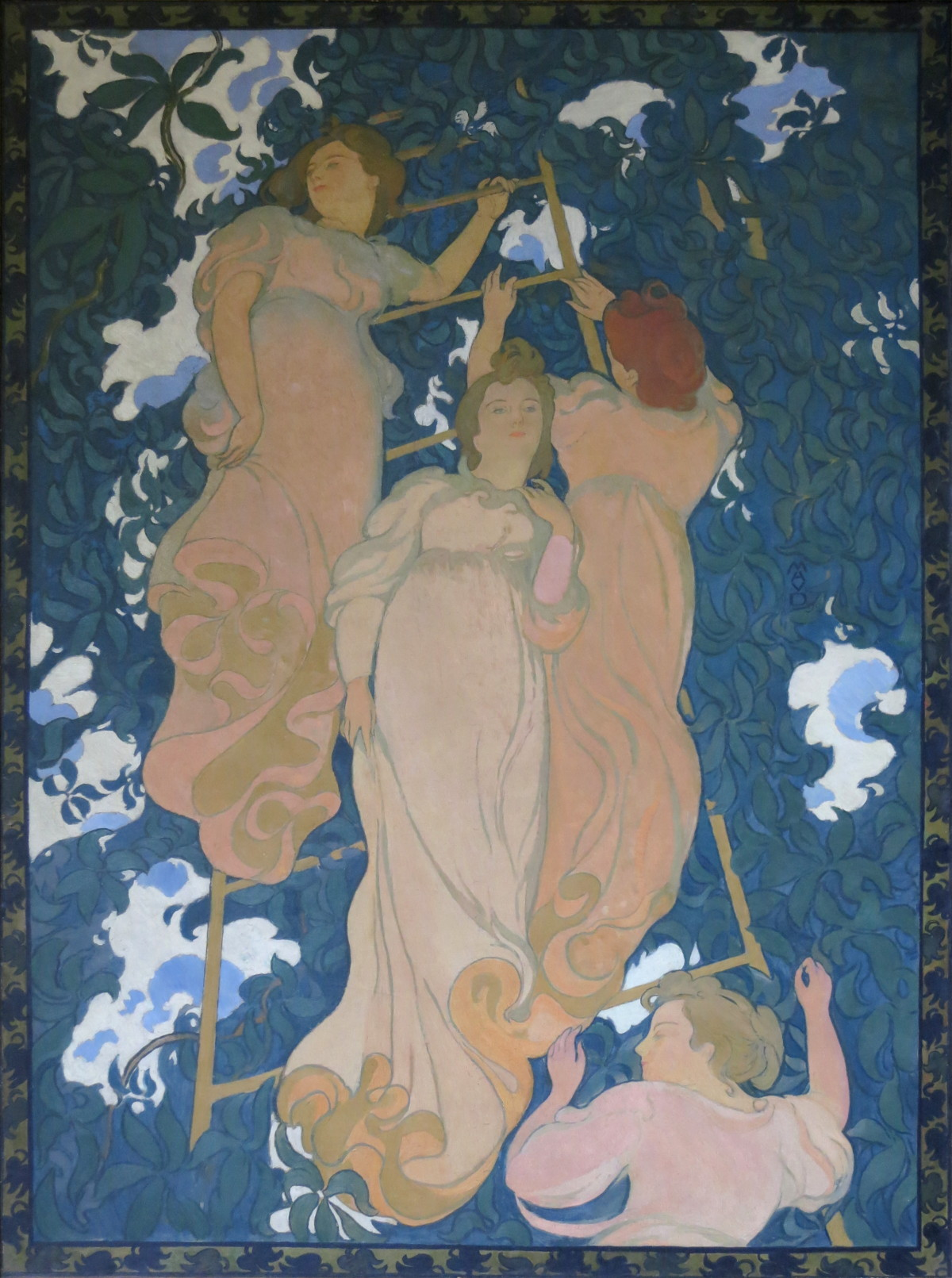
L'Échelle dans le feuillage (1892)、モーリス・ドニ美術館